# Adam du Petit-Pont
Adam du Petit-Pont (en latín: Adamus Balsamiensis o Adamus Parvipontanus, en inglés: Adam of Balsham) (c. 1100/1102 – c. 1157/1169), también conocido como Adam de Balsham, el Parvipontano, Adam de Parvo Ponte, o Adam del Pequeño Puente,  fue un filósofo y clérigo de origen anglonormando, activo en París hacia mediados del siglo XII. Fue un destacado lógico, padre de la escuela de los parvipontinos, y precursor de la Escuela de Chartres. 

## Biografía
Adam nació en Balsham, cercano a Cambridge, Inglaterra, en torno al año 1100, en el seno de una familia de origen normando o francés. Estudió con Pedro Lombardo en la escuela catedralicia de Notre-Dame de París, que durante su vida acabaría siendo el germen de la Universidad de París. 
Tras estudiar con Pedro Lombardo, Adam pasó a enseñar en la que es conocida como la escuela del Petit-Pont, porque estaba situada junto al Petit-Pont, el pequeño puente que une la plaza de la Catedral en la Île de la Cité con la ribera sur del río Sena. Se convirtió en un famoso profesor del trivium (gramática, retórica, y dialéctica), y en un reputado filósofo. Se le considera el fundador de una escuela de lógica conocida como la de los adamitas (debido al propio Adam), o más frecuentemente de los parvipontinos, a raíz del nombre latinizado del Petit-Pont, Parvipontanus (literalmente, del petit-pont o pequeño puente), que también sirve para referirse al propio Adam. Entre sus alumnos más destacados se encuentran Juan de Salisbury, Guillaume de Soissons, y Guillermo de Tiro. Es posible que fuera contemporáneo de Reinaldo de Dassel, y era admirado por Alexander Neckam, quien estudiaría en el Petit-Pont unos 20 años después de la muerte de Adam, y es asimismo considerado un parvipontino. 
En 1145 fue ordenado canónigo en París. Durante los siguientes 12 años enseñó en la Universidad de París, presumiblemente todo el tiempo en el Petit-Pont. Muchas fuentes han asumido que Adam du Petit-Pont y 
Adam, Obispo de St Asaph (Adam el Galés) fueron la misma persona debido a que Adam el Galés escribió un poco después de la muerte de Adam du Petit-Pont un comentario sobre la obra de Pedro Lombardo, pero Raymond Klibansky concluyó que tuvieron que ser dos personas distintas. Hacia 1159 parece que había retornado a Inglaterra, donde murió en algún momento previo a 1169.
Adam fue un comentarista eminente de la obra de Aristóteles, y en 1132 escribió un comentario de los Primeros analíticos de Aristóteles, muy circulado, conocido como el Ars Disserendi, en torno al arte de la dialéctica. Este libro versa sobre todo sobre lógica, y es uno de los tratados de lógica más importantes de la Edad Media. En él examinó en profundidad la paradoja del mentiroso. Fue uno de los primeros filósofos medievales en siquiera mencionar esta paradoja, y se desconocen las fuentes exactas por las que se conocía. El primer tratado en latín en discutirla parece ser el Insolubilia Monacensia, un manuscrito anónimo del siglo XI guardado en la actualidad en Múnich. El interés de Adam en la paradoja era de motivación teológica: los razonamientos lógicos eran necesarios en teología, donde la necesidad de evitar argumentos teológicos que incurrieran en paradojas era de gran importancia. Hasta la obra de Thomas Bradwardine en el siglo XIV, el tratado de Adam fue el único trabajo sobre paradojas. 
En el Ars disserendi Adam reconoció la posibilidad de que conjuntos infinitos fueran subconjuntos de sí mismos, una idea que fue explotada en el siglo XIX por Richard Dedekind, Georg Cantor y Charles Sanders Peirce para definir un conjunto infinito. Gabriel Nuchelmans asume que Adam du Petit-Pont fue la primera persona en usar el término enunciable, que ha llegado a nosotros en el sentido de dictum.
Sus discípulos parvipontanos fueron los principales competidores intelectuales de la escuela de Abelardo durante la primera fase de la escolástica. Además de sus estudiantes directos ya mencionados, los parvipontanos más destacados fueron Gilbert de Poitiers (Porretani o Gilebertini), Robert de Melun, y Alberic de Rheims (Maese Alberico, Paris Montani or Albricani).

## Obras
- Lorenzo Minio-Paluello (ed.), Twelfth Century Logic: Texts and Studies. Vol. I:Adam balsamiensis parvipontani. Ars disserendi (Dialectica Alexandri), Rome: Edizioni di Storia e Letteratura, 1956.
- De utensilibus, (or Fale tolum) on rare words.